# Zona Norte Posse
Zona Norte Posse fon una crew i formació musical de la ciutat d'Alacant, pionera de l'escena del rap i hip-hop espanyola. Estava formada pels alacantins Picolo i Dino BBD, que arran de les trobades de b-boys del 1988 s'ajunten amb els rapers de Múrcia Josele i Boris MC.
El seu es devia al fet que ells provenient de la zona nord d'Alacant, una de les àrees d'influència en què els b-boys locals havien dividit la ciutat. El 1993 trauen la primera gravació. Per aquelles dates la crew contava amb 100 membres d'arreu de l'estat, la majoria de l'àrea metropolitana d'Alacant i Múrcia.